# Zahrat Tallmannis
Zahrat Tallmannis (arab. ظهرة تلمنس) – wieś w Syrii, w muhafazie Idlib. W 2004 roku liczyła 899 mieszkańców.